# Août 1888

## Événements
- 2 août : guerre civile au Bouganda (1888-1890) : Mwanga II, roi du Bouganda, est renversé par une coalition regroupant catholiques, protestants et musulmans. Cette coalition, soudée par le refus du paganisme, offre le pouvoir à Kiwewa (en), le frère de Mwanga. Son règne ne dure qu’un mois, car les Arabes le renversent et désignent Kalema (en), un autre des frères de Mwanga (21 octobre). Ce dernier est restauré le 5 octobre 1889[1].
- 5 août : Léopold II de Belgique crée officiellement la Force publique au Congo. Recruté dès 1883 sur les côtes d’Afrique occidentale ou swahili, elle compte 1 487 soldats en 1889 et 17 833 en 1914[2].
- 12 août : création en Espagne de l’union générale des travailleurs (UGT, Union General de los Trabajadores de España), syndicat socialiste. Avec la reconnaissance du droit d’association (1887), le mouvement ouvrier sort de la clandestinité.
- 15 août (empire ottoman) : fondation de la Banque agricole (Ziraat Bankası), chargée de suppléer au manque de capitaux du secteur agricole et de supplanter les nombreux intermédiaires et usuriers. En réalité, elle ne profitera qu’aux grands propriétaires.
- 22 août : à Souleimaniye dans l'empire ottoman (nord-est de l'Irak actuelle), une météorite frappe deux hommes, paralysant le premier et tuant le second, qui constitue l'unique cas confirmé de décès d'un être humain par chute de météorite de l'Histoire[3].
- 31 août - 9 novembre : assassinats de cinq prostituées par Jack l'Éventreur dans  Whitechapel, quartier populaire de Londres.

## Naissances
- 1er août : Marx Dormoy, homme politique français († 26 juillet 1941).
- 2 août : Wladimir d'Ormesson, journaliste et diplomate français, membre de l'Académie française († 15 septembre 1973)
- 14 août :
  - Robert Woolsey, acteur américain († 31 octobre 1938).
  - Rosa Ramalho, sculptrice portugaise († décembre 1977).
- 16 août : Thomas Edward Lawrence, dit « Lawrence d'Arabie » († 19 mai 1935).
- 18 août : Auguste Buisseret, homme politique belge († 15 avril 1965).
- 30 août : 
  - Eduardo Ciannelli, acteur et chanteur italien († 8 octobre 1969).
  - Ramón Acín Aquilué, peintre, sculpteur et écrivain espagnol († 6 août 1936).

## Décès
- 15 août : Alexandre Jamar, éditeur, financier et homme politique belge (° 6 novembre 1821).
- 16 août : John Stith Pemberton, pharmacien américain (° 1831).
- 24 août : 
  - Rudolf Clausius, physicien et mathématicien allemand (° 1822).
  - John Rose, politicien.